# La Póveda de Soria
La Póveda de Soria es un municipio y localidad española de la provincia de Soria, en la comunidad autónoma de Castilla y León. El término municipal, ubicado en la comarca de Almarza y en el partido judicial de Soria, tiene una población de 110 habitantes (INE 2024) e incluye también los núcleos de Arguijo y Barriomartín.

## Geografía

Término municipal de La Póveda de Soria.

Localidad situada a 31 km de la capital soriana, en la orilla del río río Tera, afluente del Duero, dentro de la comarca de Almarza. Su término municipal está atravesado por la carretera N-111 entre los pK 254 y 265, carretera desde la que se accede a la comunidad autónoma de La Rioja tras atravesar el túnel de Piqueras, inaugurado en el año 2008, junto al conocido puerto de Piqueras. Limitada, por el suroeste por la Sierra Tabanera, con alturas que superan los 1700 m. Llegando al pico Terrazas (1835 m) que da continuidad a la Sierra Cebollera al oeste y a la Sierra Pineda al norte, con alturas que superan los 1900 metros (pico Cabezo, 1931 m). Y al noreste, se alza la sierra de Montes Claros, con alturas superiores a los 1700 m (cerro Berrocal, 1782 m, Alto de Avellanosa, 1759 m). Entre estas montañas se abren pequeños valles formados por los arroyos tributarios del futuro río Tera.  Desde el punto de vista jerárquico de la Iglesia católica forma parte de la diócesis de Osma-Soria, la cual es sufragánea de la archidiócesis de Burgos.
| Noroeste: Lumbreras de Cameros (La Rioja)                         | Norte: Lumbreras de Cameros (La Rioja) y Santa Cruz de Yanguas | Noreste: Santa Cruz de Yanguas  |
| Oeste: Lumbreras de Cameros (La Rioja)                            |                                                                | Este: Villar del Río y Vizmanos |
| Suroeste: Sotillo del Rincón, Valdeavellano de Tera y Rollamienta | Sur: Almarza                                                   | Sureste: Almarza                |

### Clima
La Póveda tiene un clima oceánico Cfb (templado sin estación seca con verano templado) según la clasificación climática de Köppen.
| Parámetros climáticos promedio de La Póveda de Soria (Barriomartín) en el periodo 1968-2003 | Parámetros climáticos promedio de La Póveda de Soria (Barriomartín) en el periodo 1968-2003 | Parámetros climáticos promedio de La Póveda de Soria (Barriomartín) en el periodo 1968-2003 | Parámetros climáticos promedio de La Póveda de Soria (Barriomartín) en el periodo 1968-2003 | Parámetros climáticos promedio de La Póveda de Soria (Barriomartín) en el periodo 1968-2003 | Parámetros climáticos promedio de La Póveda de Soria (Barriomartín) en el periodo 1968-2003 | Parámetros climáticos promedio de La Póveda de Soria (Barriomartín) en el periodo 1968-2003 | Parámetros climáticos promedio de La Póveda de Soria (Barriomartín) en el periodo 1968-2003 | Parámetros climáticos promedio de La Póveda de Soria (Barriomartín) en el periodo 1968-2003 | Parámetros climáticos promedio de La Póveda de Soria (Barriomartín) en el periodo 1968-2003 | Parámetros climáticos promedio de La Póveda de Soria (Barriomartín) en el periodo 1968-2003 | Parámetros climáticos promedio de La Póveda de Soria (Barriomartín) en el periodo 1968-2003 | Parámetros climáticos promedio de La Póveda de Soria (Barriomartín) en el periodo 1968-2003 | Parámetros climáticos promedio de La Póveda de Soria (Barriomartín) en el periodo 1968-2003 |
| Mes | Ene.                                                                                        | Feb.                                                                                        | Mar.                                                                                        | Abr.                                                                                        | May.                                                                                        | Jun.                                                                                        | Jul.                                                                                        | Ago.                                                                                        | Sep.                                                                                        | Oct.                                                                                        | Nov.                                                                                        | Dic.                                                                                        | Anual                                                                                       |
| --- | ------------------------------------------------------------------------------------------- | ------------------------------------------------------------------------------------------- | ------------------------------------------------------------------------------------------- | ------------------------------------------------------------------------------------------- | ------------------------------------------------------------------------------------------- | ------------------------------------------------------------------------------------------- | ------------------------------------------------------------------------------------------- | ------------------------------------------------------------------------------------------- | ------------------------------------------------------------------------------------------- | ------------------------------------------------------------------------------------------- | ------------------------------------------------------------------------------------------- | ------------------------------------------------------------------------------------------- | ------------------------------------------------------------------------------------------- |
| Temp. media (°C) | 2.00                                                                                        | 2.70                                                                                        | 5.20                                                                                        | 6.50                                                                                        | 10.40                                                                                       | 14.90                                                                                       | 18.50                                                                                       | 18.70                                                                                       | 15.00                                                                                       | 9.80                                                                                        | 5.20                                                                                        | 2.70                                                                                        | 9.30                                                                                        |
| Precipitación total (mm) | 76.40                                                                                       | 61.60                                                                                       | 49.30                                                                                       | 76.80                                                                                       | 78.90                                                                                       | 63.00                                                                                       | 41.00                                                                                       | 37.30                                                                                       | 44.20                                                                                       | 68.80                                                                                       | 81.50                                                                                       | 89.30                                                                                       | 767.90                                                                                      |
| Fuente: Ministerio de Agricultura, Alimentación y Medio Ambiente. Datos de precipitación para el periodo 1968-2003 y de temperatura para el periodo 1968-2003 en La Póveda de Soria (Barriomartín) 3 de octubre de 2012 |                                                                                             |                                                                                             |                                                                                             |                                                                                             |                                                                                             |                                                                                             |                                                                                             |                                                                                             |                                                                                             |                                                                                             |                                                                                             |                                                                                             |                                                                                             |

### Medio ambiente
En su término e incluidos en la Red Natura 2000 los siguientes lugares:
- Lugar de Interés Comunitario conocido como Sierras de Urbión y Cebollera ocupando 6420 hectáreas, el 15 % de su término.[3]
- Zona Especial Protección de Aves conocida como Sierra de Urbión ocupando 6425 hectáreas, el 16 % de su término.[4]

## Historia

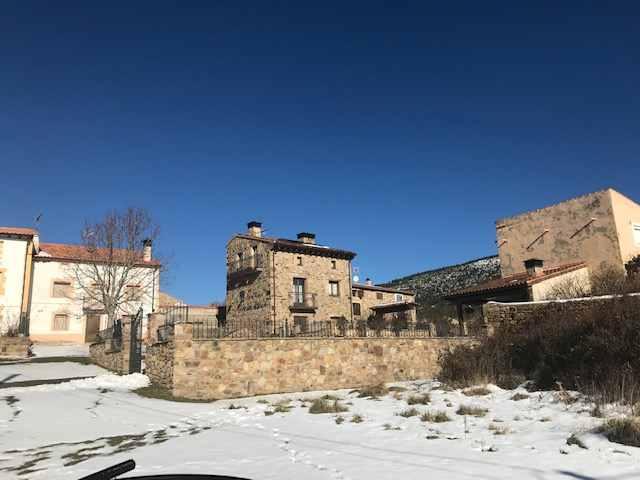
La Póveda bajo la nieve

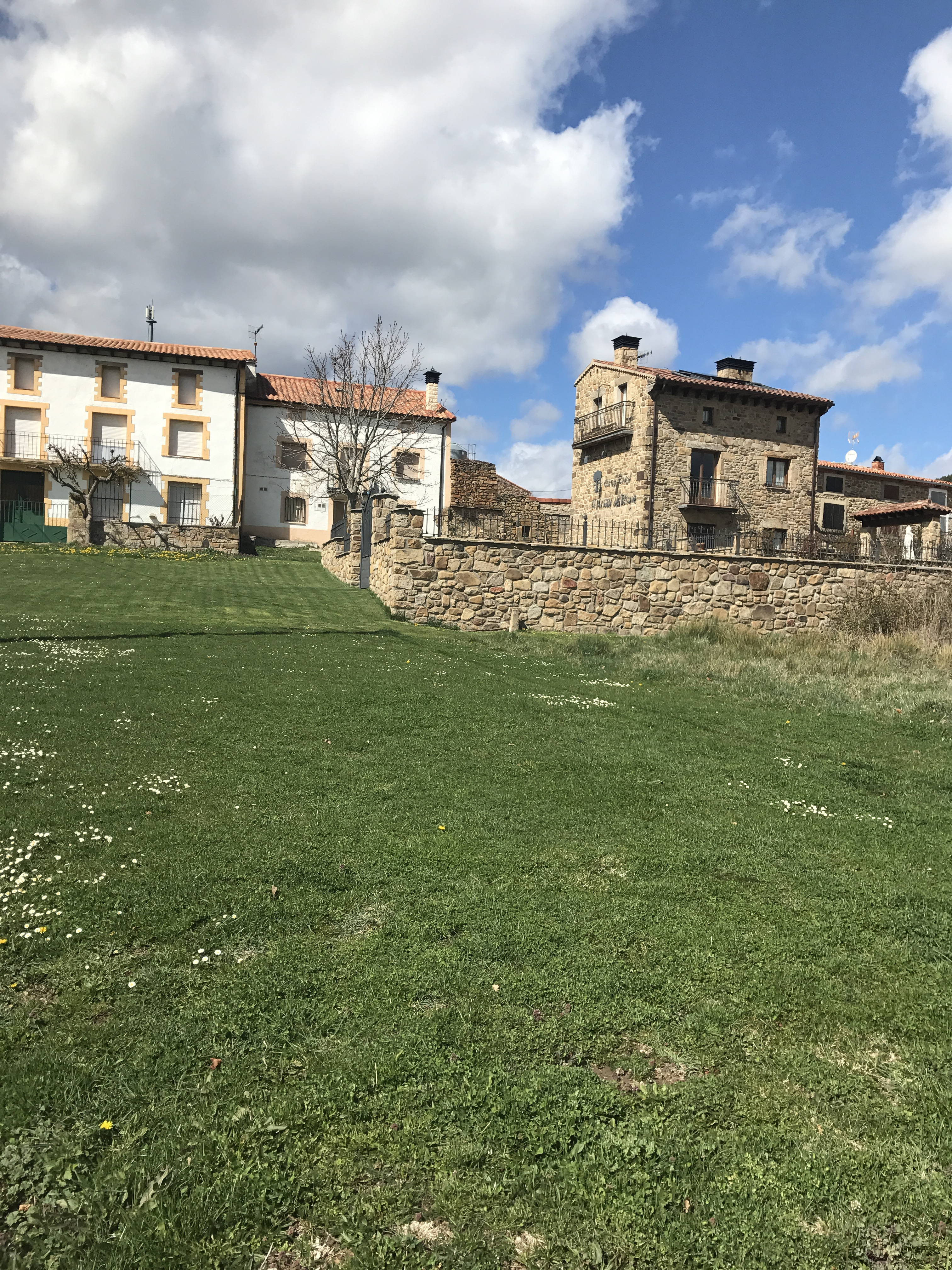
Prados y caserío

La Póveda aparece citada en 1491 (8) y 1497 (7) pero anteriormente existió en su término municipal —total o parcialmente— la aldea llamada Molinos de Posada Rey (9); aldea que contaba en 1354 con entre 40 y 100 pecheros, mentada documentalmente también en 1414, y que aparece ya como despoblada en el Catastro de la Ensenada (1754) y el nomenclátor de Floridablanca (1785). Posteriormente el nombre de esta aldea pasó a una posada en la localidad (10).
El pueblo es conocido en la actualidad entre los lugareños como Póveda, aunque su denominación oficial es La Póveda de Soria (Registro de Entidades Locales del Ministerio de Hacienda y Administraciones Públicas). El Catastro de Ensenada (1753), que casi no escribe tildes, se refiere a él como "lugar de la Poveda"; y en el censo de 1860 (INE) aparece ya reflejada la tilde en la "o". Además es interesante señalar que en 1916 la denominación del pueblo se cambió dos veces:
1.º - Póveda, pasa a llamarse Povédola (1).
2.º - Povédola, pasa a llamarse La Póveda de Soria (2).
Según referencia (3), el Ayuntamiento manifestó que prefería llamarse La Poveda o Povédola, y se le asignó Povédola, pero posteriormente el propio Ayuntamiento envió instancia pidiendo ser llamado La Póveda de Soria, a lo que la Real Sociedad Geográfica no vio inconveniente, quedando este último nombre como definitivo.
La reconquista de La Póveda pudo producirse en el año 926 cuando el rey navarro Sancho I Garcés reconquistó hasta Gaharre (Garray) (5). En el acuerdo de límites que acordaron Sancho III “el Mayor" —rey de Pamplona— y Sancho —conde de Castilla— en el año 1016, se aprecia claramente como La Póveda quedó dentro del reino de Pamplona al situarse al noreste del citado límite Castilla-Pamplona (6). 
Blas Taracena (7) especuló con la existencia —en época romana— de una vía secundaria de comunicación entre Vareia y Numancia a través del puerto de Piqueras, punto natural de paso entre las cuencas del Ebro y Duero. Sin embargo, no hay prueba alguna sobre la existencia de una calzada romana, como a veces se ha señalado.
Un puñal de espiga similar a los del noroeste peninsular hallado en la meseta norte (López Cuebillas, 1955), en una localidad llamada La Poveda, ha sido atribuido —con dudas— a La Póveda de Soria por Delibes (1977).
El lugar conocido como El Castillejo en La Póveda-Arguijo (monte Panderín) ha resultado ser una formación natural sin restos de poblado alguno (A. Jimeno com. pers.). Sin embargo, 8 km hacia al sur (sobre la dehesa de Gallinero) sí se halla el castro celtibérico de Los Castillejos, que parecer ser fue ocupado ya desde los siglos VI-IV a. C. (4).
El censo de Pecheros de 1528, en el que no se contaban eclesiásticos, hidalgos y nobles, registraba la existencia 116 pecheros, es decir unidades familiares que pagaban impuestos.  En el documento original figura por un lado La Poveda y El Río y por otro Los Sanctos, aunque ofrece en un único asiento los resultados, lo que permite deducir que había un libro de registro único para ambos núcleos.
Lugar que durante la Edad Media perteneció a la Comunidad de Villa y Tierra de Soria formando parte del Sexmo de Tera.
A la caída del Antiguo Régimen la localidad se constituye en municipio constitucional, entonces conocido como Poveda y Barrio de Los Santos en la región de Castilla la Vieja, partido de Soria que en el censo de 1842 contaba con 106 hogares y 430 vecinos. La localidad aparece descrita en el decimotercer volumen del Diccionario geográfico-estadístico-histórico de España y sus posesiones de Ultramar de Pascual Madoz de la siguiente manera:

POVEDA (la): l. con ayunt. en la prov. y part. jud. de Soria (5 leg.), aud. terr. y c. g. de Burgos (30), dióc. de Osma (14). sit. entre el puerto de Piqueras y las sierras de Montes-claros y las Contreras; su clima es frio, y las enfermedades mas comunes pulmonías, pleuresías y catarros inflamatorios; tiene el pueblo 59 casas, 45 en un grupo y 14 en otro llamado Barrio Los Santos; la consistorial, un palacio del conde de Guindulain; escuela de instruccion primaria frecuentada por 20 alumnos, dotada con 12 fan. de centeno y 100 rs.; una igl. parr. (San Salvador) matriz de la de Barrio Martin, servida por un cura y un sacriastan; en el Barrio Los Santos hay una ermita (Ntra. Sra. de Montes-claros). térm.: confina con los de Pajares, San Andrés, Sta. Cruz, Almarza y Arguijo; dentro de él so encuentran algunas casas de campo, medio arruinadas, y una venta que llaman Posada del Rey: el terreno en lo general es flojo, lo bañan los r. Marigarcia y Busteco que se unen dentro de la jurisdiccion; al segundo le cruza un puente de piedra con 3 arcos, siguen reunidos con el nombre de Marigarcia hasta mas abajo de Almarza, donde toma el de Tera; hay 4 montes, uno poblado de acebo, otro del mismo arbolado y roble, otro de haya y un pinar. caminos: los locales y los que dirigen á Soria y Logroño. correo: se recibe y despacha en la cap. de prov. y en Lumbreras. prod.: centeno, patatas, algunas legumbres, leñas de combustible, maderas de construccion y pastos, con los que se mantiene ganado lanar, vacuno y yeguar; hay caza de liebres y perdices, y pesca de esquisitas truchas asalmonadas. ind.: la agrícola y 3 molinos harineros. pobl.: 106 vec., 430 alm. cap. imp.: 50,546 reales.
(Madoz, 1849, p. 181)

A mediados del siglo XIX disminuye el término del municipio, entonces conocido como La Poveda porque independiza a Barriomartín.
Hasta la reforma de la nomenclatura municipal de 1916 el municipio se llamaba simplemente Póveda. En dicha fecha su nombre fue modificado por el de Povédola, topónimo que fue rectificado de nuevo a finales del mismo año por el de La Poveda de Soria.
El 6 de octubre de 1966 (Decreto 2681) creció el término del municipio porque incorporó a Arguijo y también a Barriomartín.

## Demografía
Cuenta con una población de 110 habitantes (INE 2024).
| Gráfica de evolución demográfica de La Póveda de Soria entre 1842 y 2021 |
| |
| Población de derecho según los censos de población del INE Población de hecho según los censos de población del INEEn este censo se denominaba Poveda y barrio de los Santos: 1842 En estos censos se denominaba La Poveda: 1857, 1860, 1877, 1887, 1897, 1900 y 1910 Entre el censo de 1970 y el anterior, crece el término del municipio porque incorpora a 42514 (Arguijo), 42518 (Barriomartín) Entre el censo de 1857 y el anterior, disminuye el término del municipio porque independiza a 42518 (Barriomartín). |

### Población por núcleos
| Núcleos            | Habitantes (2000) | Habitantes (2009) |
| ------------------ | ----------------- | ----------------- |
| Arguijo            | 32                | 29                |
| Barriomartín       | 42                | 46                |
| La Póveda de Soria | 47                | 49                |

## Cultura

### Fiestas
Fiestas de San Salvador: 6, 7 y 8 de agosto.
TRADICIONES Y COSTUMBRES DE LA PÓVEDA DE SORIA. La mayoría de ellas prácticamente desaparecidas a partir de la guerra civil como una consecuencia más de esta guerra. 
Basadas en las informaciones de Margarita Martínez, y recopiladas por sus nietos.
- FIESTAS DEL PUEBLO: en los años setenta se celebraban el 7 de julio, trasladándose después al 6 de agosto, día de San Salvador patrón de La Póveda. San Salvador es además el nombre de la iglesia del pueblo y de la ermita que existía ya en 1675 (2) en el barranco del mismo nombre, cerca del Vadillo. Las fiestas del pueblo duraban tres días. El primer día se realizaba una misa de difuntos mientras que el segundo día por la mañana se pedía “La Rosca”. La Rosca se pedía de modo similar a La Zandaria, debiendo cada casa dar una rosca a los que pedían. El conjunto de roscas recogido se subastaba, excepto una que quedaba para la iglesia.
Se realizaba una tradicional merienda (comida) de todo el pueblo conjuntamente -en el lugar conocido como “La Veguilla“ (orillas del río del Pinar, junto al pueblo- en la que las familias se sentaban en el suelo realizando corros. En esta merienda cada familia debía preparar y llevar su propia comida, mientras que el Ayuntamiento entregaba (pagaba) previamente el vino y el pan a cada una de ellas. 
Así mismo, los miembros de la cofradía se San Salvador organizaban otra comida paralela durante las fiestas.
En este mismo lugar de La Veguilla, desde hace algunos años se realiza la celebración de “La Caldereta”, como homenaje a los pastores.  En ella los antiguos pastores (principalmente) elaboran diversas calderetas siguiendo su método tradicional, y más tarde las ofrecen al conjunto del pueblo para su degustación.  
- En la localidad era un hecho “obligatorio” recibir con gran hospitalidad a cualquier extranjero (o extraño) que llegara al pueblo, ofreciéndole inmediatamente comida y bebida en el interior de la casa, e interesándose cordialmente por su persona.
- PINGADA DEL MAYO: el ayuntamiento daba un pino a primeros del mes de mayo y se colocaba unos metros por debajo de la iglesia; manteniéndose vertical durante todo ese mes. Algunos mozos intentaban trepaban por el pino hasta su parte más alta, y si lograban alcanzarla recibían un premio. Después se subastaba, y con el dinero obtenido por la madera se realizaba una merienda para el pueblo. A principios del siglo XX (tiempos de la abuela Inés) se daba un mayo a cada casa (vecino) del pueblo, y se empleaba su madera para las necesidades de la casa: machones, construir puertas, etc.
- FUEGOS EN SEMANA SANTA: la víspera de “Las Tinieblas” se iba al monte a cortar sabinos (nombre local del enebro común = Juniperus communis). Lo cortado se agrupaba en pilas y éstas se disponían en dos filas paralelas a ambos lados de la carretera (N-111) desde la iglesia hasta el lavadero de “La Veguilla”. El día de “Las Tinieblas” se incendiaban las dos filas de sabinos verdes cortados, y todo el pueblo (y la procesión) debía pasar entre las filas encendidas obligándoles a recibir el humo y las chispas de los fuegos. Durante la procesión las mozas cantaban. 
- DÍA DE LA LASTRA: era un día de fiesta que se celebraba el 15 de mayo en “La Lastra” (bosquete adehesado de roble, haya y acebo, con praderas). El ayuntamiento daba a los vecinos colodras -recipientes hechos con cuerno de vaca- de vino. Con este vino, y comida que se preparaba, se realizaba una merienda en La Lastra.  En la merienda los hombres (incluso de cierta edad) echaban hormigas (recogidas en hormigales) a las mozas y daban buena cuenta del vino. Además, se realizaban arreglos en la dehesa, por ejemplo de las paredes de piedra que la rodean. La conmemoración de este día no tenía sentido católico alguno, y su objetivo era únicamente celebrar que La Lastra “era un monte muy bueno, porque daba mucha leña y alimento para el ganado”. 
- DÍA DE SANTOS NUEVOS: se celebraba hacia el mes de junio, y se iba a la ermita de Santos Nuevos (San Andrés de Soria). Se celebraba una misa y se hacía una fiesta con música.
- NOTA: Aunque la propiedad de la Dehesa de La Mata, o de los Santos Nuevos, fue concedida en 1329 por Alfonso XI a los pueblos de Almarza, San Andrés, Cardós y Pipaón (1) ya los documentos históricos del arca mancomunada de Almarza y San Andrés de Soria (2) señalan que durante el siglo XVII el pueblo de La Póveda tenía especial interés por procesionar la imagen de la Virgen de Santos Nuevos en primavera, queriendo controlar su culto alegando que el cura de La Póveda era el Rector de la misma, y llegando a llevarse la imagen en varias ocasiones. Por este motivo se produjeron grandes disputas entre estos pueblos, siendo excomulgado el cura de La Póveda, y celebrándose finalmente un pleito en el que Almarza y San Andrés ganaron a La Póveda la propiedad de la Dehesa de Los Santos Nuevos. Sobre la leyenda de Santos Nuevos puede leerse el libro: Antología de Leyendas (3).

- DOMINGO DE RAMOS: tradicionalmente se colocaban ramas de Acebo (Ilex aquifolium) en las ventanas y debajo de los balcones de las casas -aunque en los últimos años se colocó también Tejo (Taxus baccata).
- CARNAVAL-LA ZANDARIA: el carnaval era un acontecimiento muy celebrado. En estas fechas se pedía por el día “La Zandaria” (también llamada -quizá más recientemente- La Gallofa). Los que la pedían iban revestidos (disfrazados) con ropas de tal modo que llegaban a no ser reconocidos.  Los mozos (principalmente) iban pidiendo -señalando que se les daba algo o hacían un estropicio- por todas y cada una de las casas del pueblo, y con los alimentos que recogían (chorizo, huevos, etc) -y los que añadían- hacían merienda tres días, especialmente el “Domingo de Piñata”. En las casas se daba (ofrecía) bebida y dulces a los que pedían.
La pedían independientemente los tres pueblos (La Póveda, Barriomartín y Arguijo), pidiendo cada pueblo en los otros dos además de en el suyo propio. Se realizaban tres meriendas: cada pueblo la suya.
Un “cantar” que se recitaba era: “El martes de carnaval de gitana me vestí, y me fui al salón del baile, que estaba mi novio allí. Le dije, es usted alto y buen mozo, lo que le adorna el vestido, si el corazón tiene bueno, todo lo tiene cumplido”.
- VIRGEN DE MONTESCLAROS: en la iglesia del pueblo hay dos vírgenes, la Virgen María y la Virgen de Montesclaros (también llamada Virgen del Pilar). Existía un dicho: “La Virgen de Montesclaros no es comprada ni vendida, es bajada de los cielos y en La Renta aparecida”. Según la tradición La Virgen de Montesclaros apareció en Las Piedras de Montesclaros (en la parte alta de la cumbre del monte Avellanosa) y desde allí bajó hasta el hueco de un roble en la finca de La Renta (junto al arroyo de Los Santos), donde fue encontrada por unos vecinos y trasladada a la iglesia del pueblo.
- A comienzos del siglo XX se creía que “El Pinar” (o quizá unas tierras) era propiedad de la Virgen. Por ello, los vecinos del pueblo de Almarza pensaron que llevándose a la Virgen a Almarza sería suyo El Pinar. De este modo, una noche trataron de robar la Virgen pero fueron descubiertos por vecinos de La Póveda, produciéndose una pelea o enfrentamiento que evitó que la Virgen saliera de La Póveda.

- LOS SANTOS: el pueblo, o barrio, de Los Santos se localizaba al este de La Póveda junto al arroyo de Los Santos. Sus últimos vecinos fueron abandonando el pueblo sucesivamente para bajar a vivir a La Póveda, o en algunos casos a Montenegro y Santa Cruz. Las fiestas se celebraban -probablemente- el primer domingo de julio, y en ellas durante la noche colocaban faroles encendidos. Entonces todavía podían reconocerse los restos de la ermita de Nuestra Señora de Montesclaros, aunque ya estaba derrumbada. 
Nota: En el libro Romerías de Soria (1), se dice:  “El despoblado de Santos, sobre el que está construida la ermita [de Santos Nuevos], era anejo de La Póveda y por lo tanto podían pensar que tenían [los de La Póveda] ciertos derechos sobre su propiedad”.
- LAS MOZAS DEL RAMO: se realizaba tanto en Jueves Santo como el sábado y domingo siguientes. Las mozas hacían roscas y las colocaban en una vara de madera, después se subastaban y lo recaudado se entregaba a la iglesia. Las mozas se engalanaban y vestían con bellos mantones. A finales de los años 90 está tradición se ha recuperado parcialmente, pero realizándose ahora durante las fiestas del pueblo.
- LAS TINIEBLAS: “Las Tinieblas” se realizaba en Jueves Santo o Viernes Santo (quizá los dos días) a las 12 de la noche. Se desarrollaba en la iglesia. Consistía en apagar las luces del templo y, a oscuras, arrodillarse y golpear el suelo con palos generando un enorme estrépito. 
- TRAJE REGIONAL: ocasionalmente se usaba el traje de “Piñorra”.
- LA MATANZA: se realizaba a partir del 15 de diciembre hasta primeros de enero.  Se mataba un cerdo/s cebado durante el otoño con bellotas, remolacha, harina, etc, y se preparaban las típicas morcillas (), embutidos (chorizo, y salchicón) y jamones. Después de matar el cerdo se comía el "chomarro" -carne del cerdo asada sobre las ascuas de la lumbre-, que era considerado un manjar.
- GASTRONOMÍA: queso, berza con patatas, torreznos, torta de chichorras, roscos, liebre con arroz, alubias, garbanzos, sopas de ajo, chordones (que se iban a recoger al pinar tradicionalmente en agosto). Migas y caldereta de los pastores...Pan duro mojado directamente en la fuente. 
- DENOMINACIONES DE “POZO DE LA MINA” Y “RÍO MARIGARCÍA”: el río llamado actualmente “Río del Puerto” se llamaba anteriormente “Río Marigarcía”. En este mismo río hay un pozo natural cerca del pueblo llamado “Pozo de La Mina”. No hay explotaciones mineras en la zona ni las ha habido aunque pueden hallarse algunas piritas sueltas a lo largo del río.
- HOMBRE DE LA HIERBA: existe una única referencia -un tanto vaga- relativa a que antiguamente persona/s del pueblo recubrían su cuerpo con helechos y era/n llamados algo así como “El Hombre de la Hierba”.
- CARBÓN VEGETAL: se producía carbón vegetal a partir de la "chocas de berezo" (gruesas raíces de Erica arbórea y Erica aragonensis). Una vez obtenidas las chocas se enterraban, se cubrían con tierra, y finalmente se les prendía fuego para obtener el carbón.
- OBTENCIÓN DE "LIGA": se descortezaban algunos acebos, y la corteza recogida se enterraba en hoyos en el suelo y era tratada para la obtención de liga (sustancia pegajosa que se usaba para cazar pájaros). Nota: en el pueblo se usaba un término diferente al de "liga", que no se recuerda en la actualidad.